# Saint-Crépin-aux-Bois
Saint-Crépin-aux-Bois è un comune francese di 263 abitanti situato nel dipartimento dell'Oise della regione dell'Alta Francia.

## Società

### Evoluzione demografica
Abitanti censiti